# Emilia Wojtyła

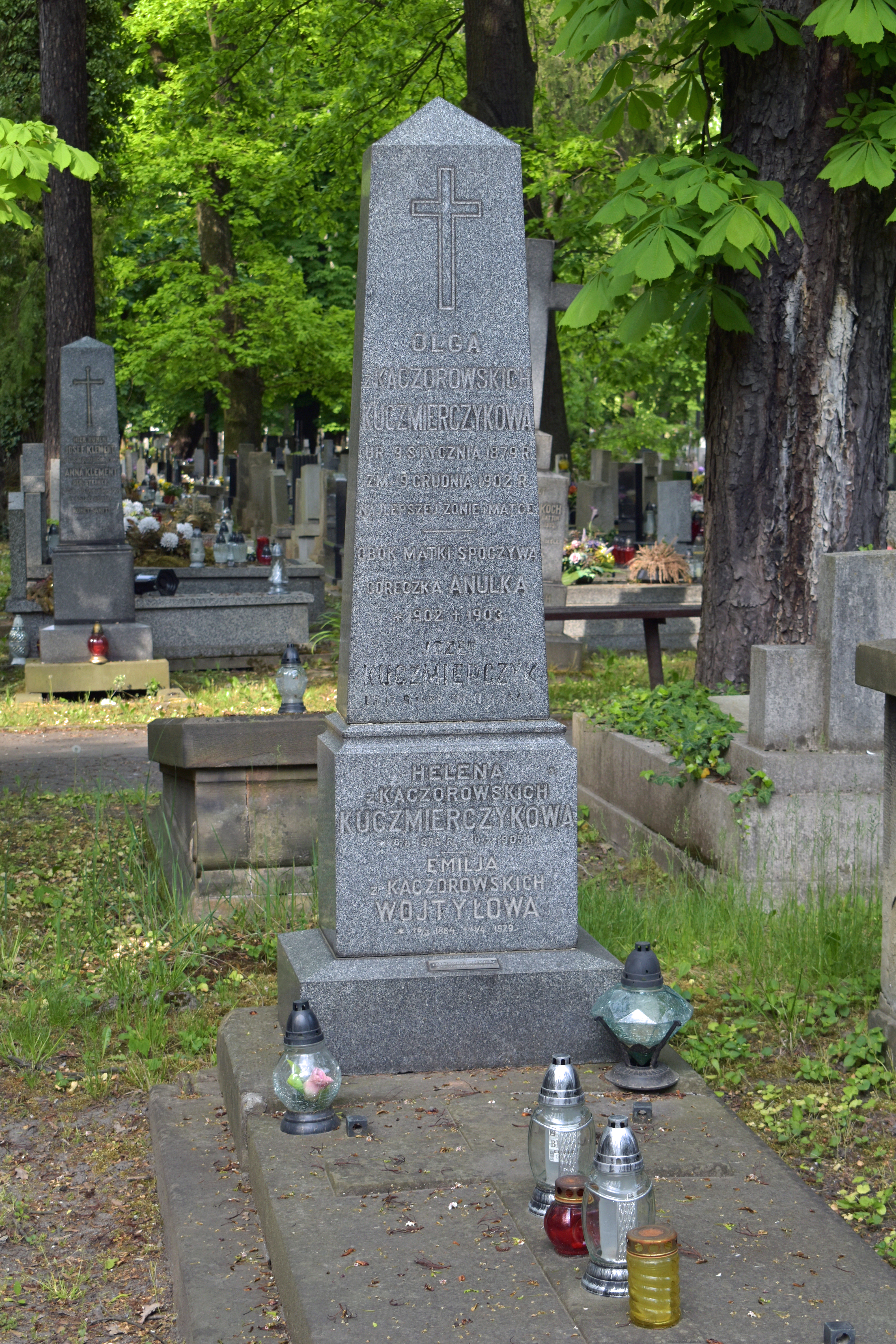
Hřbitov Rakowicki v Krakově – původní hrobka, ve které byla pohřbena Emilia Wojtyłová

Emilia Anna Wojtyła, rozená Kaczorowská (26. března 1884 Krakov – 13. dubna 1929 Wadowice) byla matka Karola Józefa Wojtyły, pozdějšího papeže Jana Pavla II., služebnice Boží katolické církve.

## Životopis
Dcera Anny Marie Scholzové (psáno též Szolc) (1853–1897) a Felixe Kaczorowského (1849–1908). Pocházela ze skromné řemeslnické rodiny. Byla pátou ze třinácti dětí. Členové její rodiny pocházeli z Krakovské Bělé, dnes součásti Bielska-Białé, odkud se přestěhovali do Krakova. Jejím synovcem byl důstojník polské armády Aleksander Florkowski (ženatý s dcerou Franciszka Stoka). Emilia Kaczorowská absolvovala osmiletou klášterní školu vedenou sestrami Boží lásky a byla praktikující katoličkou.
Provdala se za Karola Wojtylu st. Přesné datum jejich svatby nebylo dlouhá léta známo. Předpokládal se rok 1904, někdy se uváděly i roky 1903, 1905 a 1906. Teprve v publikaci Mileny Kindziukové se objevila kopie oddacího listu, podle níž byli manželé oddáni 10. února 1906 v Krakově v tehdejším posádkovém kostele svatých apoštolů Petra a Pavla. Po svatbě nastoupila do příležitostné práce jako krejčová.
Narodily se jim tři děti:
- Edmund, který se narodil 27. srpna 1906; byl lékařem v nemocnici v Bílsku a zemřel během epidemie spály v roce 1932,
- Olga Maria, která se narodila a zemřela 7. července 1916,[6]
- Karel Josef, budoucí papež.

Emilia Wojtyla zemřela v roce 1929 na zánět myokardu a selhání ledvin, jak je uvedeno v jejím úmrtním listu. Některé zdroje chybně uvádějí, že při porodu svého čtvrtého dítěte. Byla pohřbena v hrobce rodiny Kuczmierczykových, svých příbuzných, na Rakowickém hřbitově v Krakově. Na hrobce se dodnes dochoval pomník s vyrytým jménem Emilie Wojtyłové.
V roce 1934 byl její popel přenesen do rodinné hrobky na vojenském hřbitově v ulici Prandoty 1, kde odpočívá se svým manželem, synem Edmundem a rodiči.

## Tabulka předků
| Deska s rodokmenem                              |                                                                                            |                                                                                            |                                                                                            |                                                                                            |
| Praprarodiče                                    | Jan Kaczorowski (1741–14.04.1827) Ewa Adamkiewicz (1760–14.10.1830)                        | Jan Malinowski (~1779–?) Agata Migora (28.01.1790–?)                                       | Józef Scholz (1790–1856) Łucja Podworska (1790–22.12.1856)                                 | Jan Rubicki (1778–19.03.1841) Marianna Szafran (27.06.1786–17.08.1864)                     |
| Prarodiče                                       | Mikołaj Kaczorowski (1797–7.07.1872) Urszula Malinowska (22.10.1818–7.10.1873)             | Mikołaj Kaczorowski (1797–7.07.1872) Urszula Malinowska (22.10.1818–7.10.1873)             | Jan Franciszek Scholz (12.10.1815–9.03.1882) Zuzanna Rubicka (3.05.1821–21.04.1900)        | Jan Franciszek Scholz (12.10.1815–9.03.1882) Zuzanna Rubicka (3.05.1821–21.04.1900)        |
| Rodiče                                          | Feliks Paweł Kaczorowski (21.05.1849–19.08.1908) Maria Anna Scholz (18.02.1854–21.04.1897) | Feliks Paweł Kaczorowski (21.05.1849–19.08.1908) Maria Anna Scholz (18.02.1854–21.04.1897) | Feliks Paweł Kaczorowski (21.05.1849–19.08.1908) Maria Anna Scholz (18.02.1854–21.04.1897) | Feliks Paweł Kaczorowski (21.05.1849–19.08.1908) Maria Anna Scholz (18.02.1854–21.04.1897) |
| Emilia Anna Kaczorowska (26.03.1884–13.04.1929) |                                                                                            |                                                                                            |                                                                                            |                                                                                            |

## Proces blahořečení
Z podnětu krakovské arcidiecéze bylo zahájeno úsilí o její povýšení na oltář. Po obdržení souhlasu polské biskupské konference a Svatého stolce, tzv. nihil obstat in 2020, oznámil 11. března téhož roku krakovský arcibiskup Marek Jędraszewski rozhodnutí zahájit její beatifikační proces. Beatifikační proces rodičů Jana Pavla II. byl zahájen 7. května 2020 v bazilice Obětování Panny Marie ve Wadowicích. Od této chvíle je titulována jako Služebnice Boží. Byl ustaven beatifikační tribunál v následujícím složení:
- R.D. Dr. Andrzej Scąber – arcibiskupský delegát
- R.D. Tomasz Szopa – promotor iustitiae
- R.D. Grzegorz Kotala – soudní notář
- R.D. Paweł Ochocki – notář soudního procesu

Biskup Dr. Sławomir Oder byl jmenován postulátorem procesu na diecézní úrovni.

## Vzpomínkové akce
V srpnu 1991 byl v Čenstochové u Jasné Hory u Poutního domu svatého Jana Pavla II. odhalen pomník Emilie a Karola Wojtyłových.
Po ní byl pojmenován silniční tunel ve Slezském vojvodství postavený v březnu 2010 (tunel Emilia). V roce 2018 byla po ní a jejím manželovi pojmenována jedna z ulic v Lublinu. Wojtylovi jsou také patrony jedné z ulic ve Wadowicích. Roli Emilie Wojtylové ve filmu Jan Pavel II. ztvárnila Izabela Kuna.